# IC 5317
IC 5317 — галактика типу S0 (спіральна галактика) у сузір'ї Пегас.
Цей об'єкт міститься в оригінальній редакції індексного каталогу.